# ジョ・バッタ・モラッシ

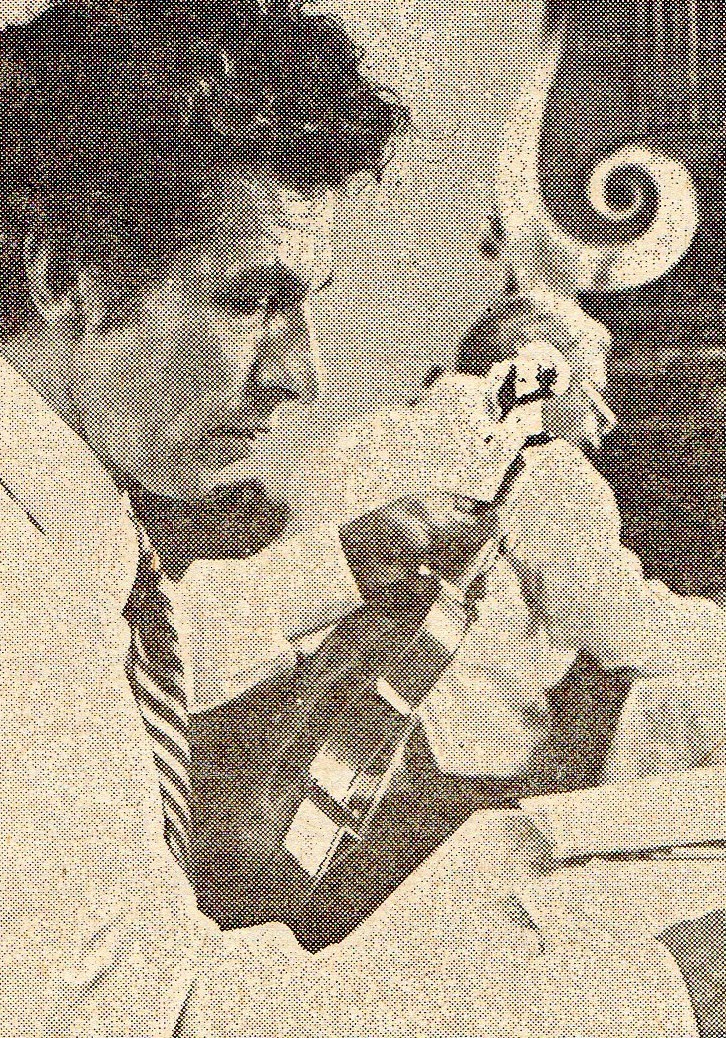
ジョ・バッタ・モラッシ

ジョ・バッタ・モラッシ（Gio Batta Morassi、1934年7月2日 - 2018年2月27日）は、20世紀後半のクレモナを代表するヴァイオリン製作者、またヴァイオリン製作におけるすぐれた指導者でもあり、多数の後進を輩出した。

## 人物
1934年7月2日ウーディネ県のチェダルキスで木工業を営む一家に生まれる。一家は1942年にヴァル・カナーレのカンポロッソに移り住む。この地でモラッシは小学校に通いつつ、母方の祖父が営む製材所でも働き、タルヴィージオの森林の材木に習熟する。その後、職業専門学校で木工を専攻する。その時の教師が彼に弦楽器製作の道を勧めた。
1950年、ウーディネ商工会議所はクレモナで弦楽器製作を学ぶための奨学生選抜試験を行い、モラッシが選ばれる。こうして1951年に若かりしモラッシはロンバルディア州のクレモナにたどり着く。当時のクレモナはハンガリー人のペーテル・タタール工房以外に弦楽器工房は無く、弦楽器製作学校の学生数もわずかで、ジローラモ通りの工業専門学校の校舎に併設されていた。
モラッシは1955年に弦楽器製作学校を卒業した後、教師であったタタールのもとで仕事をするようになる。後にタタールがアメリカに移住して教壇を去り、1958年後任の公募が出る。当時ローマで活動していたバニャカヴァッロのジュゼッペ・ルッチが受かるが、経済的な理由から就任を拒否し、席次2位のピエトロ・ズガラボットが教鞭をとり、席次3位のモラッシがその助手となる。
ズガラボットの登場よりもモラッシの経歴に大きな影響を与えることになるのが、ミラノの弦楽器製作者ジュゼッペ・オルナーティとフェルディナンド・ガリンベルティが1960年代初めに修復講座で教えるためにクレモナへ来た事である。二人のマエストロの指導のもと彼は製作技術とニコロ・アマーティやアントニオ・ストラディヴァリの作品をもとに形成された作風に磨きをかける。1963年にストレーザで展覧会が開かれた際、モラッシはガリンベルティの引率で、ストラディヴァリの多くの作品について学ぶ機会を得る。彼はオルナーティやガリンベルティのモデルの多くを受け継ぎ、またミラノ派の弦楽器の柔らかく丸みを帯びたラインを好み、のちに自身の弟子たちにもそれを伝承する。1971年からは主任教授となり、1983年まで教職を続ける。
当初は安定しなかった彼の工房は、1976年にラナイオーリ通りに移転し、弦楽器製作用具（その多くがモラッシ自身による設計）と楽器用木材の販売を拡大したのを機にクレモナ市内で最も重要な工房となる。

モラッシは現役時代にヴァイオリン、ヴィオラ、チェロを中心に約1000台もの楽器を製作した。またポシェット、ヴィオラ・ダ・ガンバ、ギター、ヴィオラ・ダモーレ、バリトン、ビウエラといったマイナーな楽器の製作も手掛けた。現在は息子シメオーネと甥ジョバンニ・バッティスタが工房を受け継ぐ。
83歳没。

## 愛弟子たち
Morassi Simeone, Morassi Giovanni Battista他の愛弟子たち。
Ashley Michele, Barry Oliver, Barthel Pierre, Becker Frederich, Belli Corrado, Bergonzi Riccardo, Brown Andrew, Carlson Bruce, Carriedo Antonio, Cigna Marcelo, Collini Roberto, Conia Stefano Istvan, Delfanti Roberto, Gao Tong Tong, Hashimoto Taketoshi（橋本剛俊）, Iwai Takao（岩井孝夫）, Krilov Alexander, Lazzari Dante Fulvio, Lazzari Nicola, Marchi Lorenzo, Miller Burritt, Montagne Bruno, Montovani Nadia, Negroni Massimo, Nuti Ciro, Ozaki Yukio（尾崎）, Panitz Andrea, Patterson William, Pistoni Primo, Pociekin Juri, Preti Sabino, Rafaelian Leonidas, Rowan Brown Armou, Sarrano Alberto Diego, Scolari Giorgio, Scalmati Giorgio, Soeda Kagiru（添田）, Stoltemberg Robert, Uchiyama Masayuki（内山昌行）, Valli Lucia, Varola Luigi, Yung Chul Lee, Zoubenko Michael, 他。